# Лас Ерас
Лас Ерас (шп. Las Heras) је град у Аргентини у покрајини Мендоза. Према процени из 2005. у граду је живело 181.536 становника.

## Становништво
Према процени, у граду је 2005. живело 181.536 становника.
| 1980.   | 1991.   | 2001.   |
| ------- | ------- | ------- |
| 101.579 | 145.650 | 169.248 |